# HMS Welshman (M84)
Le HMS Welshman est un mouilleur de mines de la classe Abdiel de la Royal Navy. 

## Historique
Au cours de la Seconde Guerre mondiale, il servit dans la Home Fleet en effectuant des opérations de mouillage de mines, avant d'être transféré dans la flotte méditerranéenne au milieu de 1942 en vue des convois de Malte, comme l' Opération Bowery. 
Il participa également aux opérations Torch, Harpoon et Pedestal. Le 1er février 1943, alors qu'il transportait des vivres et du personnel à Tobrouk, il fut touché par une torpille G7es tirée par l'U-617, commandé par Albrecht Brandi. Deux heures plus tard, il sombra avec 157 membres d'équipage à l'est de Tobrouk, à la position 32° 12′ N, 24° 52′ E. Les survivants furent sauvés par les destroyers Tetcott et Belvoir, et débarqués à Alexandrie.